# Nicola Sala
Pour les articles homonymes, voir Sala.
Nicola Sala, né à Tocco Caudio le 7 avril 1713, mort à Naples le 31 août 1801, est un compositeur et théoricien de la musique italien.

## Biographie
Né à Tocco Caudio près de Bénévent, le 7 avril 1713, Sala étudie la musique à Naples au conservatoire de la Pietà dei Turchini de 1732 à 1740 où il est l'élève de Nicola Fago et de Leonardo Leo. Ayant échoué en 1745 à succéder à Leo au poste de maître de la chapelle royale, il donne plusieurs opéras au teatro San Carlo, parmi lesquels La Zenobia reçut un accueil favorable,.  
En 1787, il devint secondo maestro à la Pietà dei Turchini, où il enseignait déjà depuis longtemps, puis primo maestro de 1793 à 1799.
Sala fut l'un des plus importants enseignants napolitains, où il forma de nombreux compositeurs, parmi lesquels Giacomo Tritto, Giuseppe Farinelli, Valentino Fioravanti, Gaspare Spontini, Ferdinando Orlandi ou Stefano Pavesi,. Son Traité du contrepoint pratique, publié en 1794, connut un grand succès.
Son œuvre, composée de plusieurs opéras, oratorios, messes et cantates, est conservée au conservatoire de Bénévent où elle a été récemment redécouverte et rejouée.

## Œuvres
Parmi ses compositions, figurent notamment :

### Musique profane
- Vologeso (opera seria, livret d'Apostolo Zeno, 1737, Rome)
- La Zenobia (opera seria, livret de Métastase, 1761, Naples)
- Demetrio (opera seria, livret de Métastase, 1762, Naples)
- Giove, Pallade, Apollo (cantate, 1763, Naples)
- Il giudizio d'Apollo (sérénade, livret de Giovanni Fenizia, 1768, Naples)
- Erto, Ebone, Arminio (cantate, 1769, Naples)
- La bella eroina (prologue, 1769, Naples)
- Merope (opera seria, livret d'Apostolo Zeno, 1769, Naples)

### Musique sacrée
- Judith seu Bethuliae liberatio-Giuditta ossia La Betulia liberata (oratorio funèbre, création mondiale à Bénévent en 2007)

### Traités
- Regole del contrappunto pratico (1794, Naples)
- Principi di contrappunto
- Elementi per ben suonare il cembalo
- Disposizione a tre per introduzione alle fughe di tre parti
- Il modo di disporre a tre sopra la scala diatonica
- Disposizioni imitate a soggetto e contrasoggetto
- Fughe con soggetto e contrasoggetto a suono plagale